# Comarca del Deza
La comarca del Deza[cita requerida] (en gallego y oficialmente, Deza) es una comarca de la provincia de Pontevedra, en la comunidad autónoma de Galicia, España. Su población es de más de 40 000 habitantes. Coincide con la antigua comarca del «País de Deza», es decir, las jurisdicciones de Camba, Dozón, Carbia, Valquireza, Trasdeza y Deza o Villa de Eza o bien Deça o Vila de Eça, siendo estos dos últimos comunicados por un Puente o Ponte que daría origen al pueblo del mismo nombre.

## Municipios
Está compuesta por los municipios:
- Silleda
- Villa de Cruces
- Golada
- Rodeiro
- Dozón
- Lalín (capital y sede del partido judicial)

## Situación geográfica

Municipios y localización de la comarca en la provincia de Pontevedra

Está situada en el norte de la provincia de Pontevedra, coincidiendo con el centro geográfico de Galicia y limita al norte con las comarcas de Arzúa y Tierra de Mellid (provincia de La Coruña); al Sur, con la comarca de Irijo (provincia de Orense); al este, con Chantada (provincia de Lugo) y al oeste, con Tabeirós-Tierra de Montes (de la provincia de Pontevedra).
Sus límites naturales están perfectamente definidos: al norte, está separado de la provincia de La Coruña por el río Ulla; al Este, limita con Lugo con las sierras del monte Farelo y del Faro; al Sur, con la sierra que va desde los montes de Testeiro hasta Pena de Francia y al oeste, con la comarca de Tabeirós-Terra de Montes, el monte San Sebastián y la sierra del Candán.
Esta comarca está bañada por los ríos Deza y Arnego. El río Deza, y su afluente Asneiro, nacen en el monte Testeiro. El río Arnego nace en la sierra del Faro, en el límite con Chantada.

## Historia
Los límites de la comarca sólo sufrieron cambios insignificantes durante siglos, y ya antes del siglo VI tuvieron una relativamente alta densidad de población.
El nombre proviene del General romano Décimo Junio Bruto Galaico, que inició la incorporación de Galicia al Imperio Romano a mediados del siglo II a. C. O puede que venga del sustantivo decius, que significa dueño de tierras.

## Vulcanismo
En la parte norte de la comarca de Deza, limitando en el sur con el embalse de Portodemouros, se encuentran los restos de un antiguo campo volcánico, que en la actualidad se encuentran erosionados y extintos.

## Cultura y festejos
Existen infinidad de elementos culturales en la comarca del deza. Entre ello señalamos:
- Música, teatro, literatura, entroidos...